# (488) Créuse
(488) Créuse, internationalement (488) Kreusa, est un astéroïde de la ceinture principale découvert par Max Wolf et Luigi Carnera le 26 juin 1902.

## Nom
Créuse désigne une demi-douzaine de personnages de la mythologie grecque.